# Gâteau de pommes de terre (Italie)
Le gâteau de pommes de terre (en italien gâteau di patate, qui s'écrit aussi gattò di patate) est un mets italien, typique des cuisines napolitaine et sicilienne, à base de pommes de terre.
Le terme gattò est un emprunt au français, « gâteau ».
Ce plat, servi généralement chaud, est typiquement consommé comme plat principal, étant donné qu'il contient de nombreux ingrédients et qu'il est plutôt rassasiant.

## Histoire
Après 1768, avec les noces de la reine Marie-Caroline, fille de Marie-Thérèse d'Autriche, épouse de Ferdinand Ier de Bourbon, Naples devint le lieu de confrontation des grandes cuisines européennes. La nouvelle reine introduisit dans sa capitale le goût français et l'habitude de confier le service de cuisine aux « monsieurs », cuisiniers de haut rang que, à partir de cette époque, les Napolitains commencèrent à appeler monzù et les Siciliens monsù, par corruption du terme français. En quelques décennies, divers mets napolitains et siciliens traditionnels  prirent des dénominations françaises, comme gattò, crocchè, ragù,.

## Préparation
Ce plat se cuit au four jusqu'à ce qu'il soit bien gratiné et doré.
Il est constitué d'un mélange de pommes de terre en purée auxquelles on a ajouté du beurre, un peu de salami émietté, des œufs, ainsi que du parmesan râpé, sans oublier assaisonnement et persil.
Ce mélange est étalé dans un plat allant au four, en deux couches entre lesquelles on met du fromage (mozzarella et provola) découpé en petits morceaux.